# دکسهایم
دکسهایم (به آلمانی: Dexheim) یک شهر در آلمان است که در ماینتس-بینگن واقع شده‌است. دکسهایم ۱٬۵۳۲ نفر جمعیت دارد.